# 青岛海底世界
青岛海底世界是中華人民共和國山東省青島市一家海洋旅遊景區，由青岛海洋科技馆和山东鲁信投资集团有限公司共同投资开发，由青岛汇泉海洋科技开发有限公司管理，於2003年7月16日开业。它是国家AAAA级旅游景区。青岛海底世界內有青岛水族馆、生物标本馆、淡水鱼馆等場館。

## 外部連結
- 官方网站